# Benny Berdino-Olsen
Benny Arne Berdino-Olsen (født 3. august 1946) er en dansk cirkusdirektør i Cirkus Arena.
Benny Berdino har flere gange været i pressen søgelys i forbindelse med Cirkus Arenas økonomiske mellemværende med staten.
Han er søn af Cirkus Arenas grundlægger, Arne Olsen.